# Xian de Pingba
Le xian de Pingba (平坝县 ; pinyin : Píngbà Xiàn) est un district administratif du centre de la province du Guizhou en Chine. Il est placé sous la juridiction de la ville-préfecture d'Anshun. Sa superficie est de 998,8 km2, recouverte à 32,82 % de forêts.

## Démographie
La population du district était de 332 278 habitants en 1999.
Environ 27 % de la population est constituée de minorités ethniques.